# マラカニアン宮殿
マラカニアン宮殿（マラカニアンきゅうでん、スペイン語:  Palacio de Malacañán、タガログ語: Palasyo ng Malakanyang）は、フィリピンの大統領官邸である。「マラカニャン宮殿」とも。

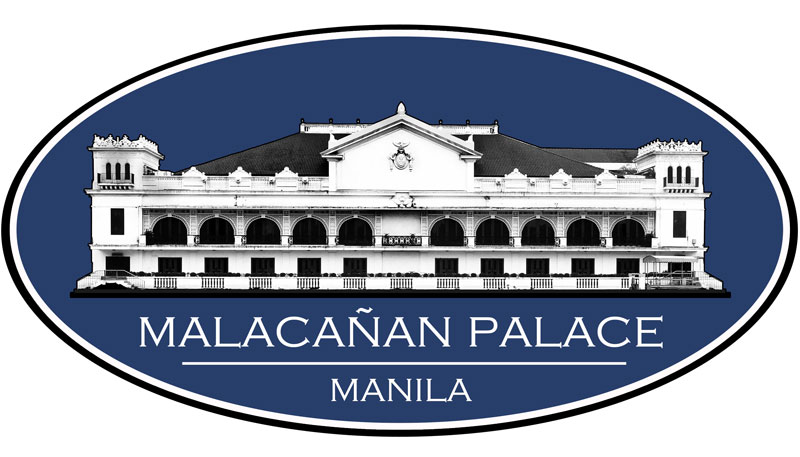
宮殿ロゴ

## 概要
マニラ市サン・ミゲル地区にある。

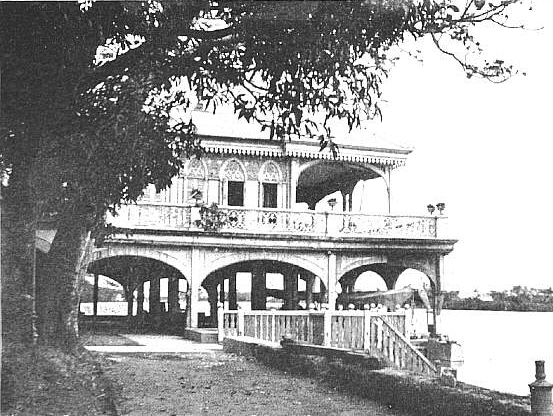
1898年撮影

1750年、スペイン人貴族ルイス・ロチャ（Luis Rocha）の夏の住まいとして建てられた。1825年、スペイン政府に買収されフィリピン総督の別邸となった。1863年、イントラムロスの総督府が地震で倒壊したため、マラカニアン宮殿が正式な官邸となり大幅に増築された。
1898年の米西戦争に勝ったアメリカ合衆国は、フィリピン独立派住民による「フィリピン第一共和国」には引き渡さず自らの管理下に接収した。アメリカの植民地時代には総督の官邸として使用された。
1935年、アメリカ合衆国の影響力の元、将来の独立に向けてフィリピン・コモンウェルス政府が発足した。その初代大統領のマニュエル・ケソンがフィリピン人として初のマラカニアン宮殿の住人となった。それ以降は、フィリピン大統領官邸として機能している。
1986年2月25日のエドゥサ革命のおり、フィリピン大統領のフェルディナンド・マルコスおよびその一家がマラカニアン宮殿を去ってすぐに、民衆の一部が乱入し、大統領夫人イメルダ・マルコスの贅沢な生活が暴露されたというエピソードがある。
コラソン・アキノ大統領就任時より、建物の一部が、一般開放されることもある。